# Karel van Mander (I)
Karel of Carel van Mander (Meulebeke, mei 1548 – Amsterdam, 11 september 1606) was een Vlaams kunstschilder en schrijver. In zijn tijd gold hij als een vooraanstaand kunstenaar, die misschien nog meer als theoreticus en pedagoog grote invloed had. Hij was de auteur van het Schilder-boeck, dat nadien vooral werd gewaardeerd om zijn kostbare informatie over de kunstenaars en kunstwerken van de Lage Landen. 

## Biografie
Van Mander werd geboren uit adellijke ouders die hem de Franse voornaam Charles gaven. Zijn vader was Cornelis van Mander, zijn moeder Johanna van der Beke, beiden voortgesproten uit aanzienlijke Brabantse families. Ze brachten ook zijn eerste leermeester Lucas d'Heere aan. Hun wegen scheidden vrij snel doordat d'Heere werd verbannen wegens banden met de Hervorming. Hierna ging Van Mander in de leer bij Pieter Vlerick in Kortrijk en Doornik. Rond 1573 vertrok Van Mander naar Italië. Hij werkte in Florence met Vasari aan het koepelfresco van de Duomo en in Terni schilderde hij in het Palazzo Spada. Daarna vestigde hij zich meer dan drie jaar in Rome. Hij sloot er vriendschap met Bartholomeus Spranger en onderging diens invloed. In 1577 aanvaardde hij de terugtocht. Hij voerde nog een opdracht uit op het kerkhof van Krems an der Donau en met zijn landgenoot Hans Mont maakte hij triomfpoorten voor de intocht van keizer Rudolf II in Wenen. In Neurenberg zag hij nog een zelfportret van Albrecht Dürer.
Als een echte Romanist die de academische knepen beheerste, keerde Van Mander in 1578 terug naar zijn geboortestreek. Hij trouwde er met Katelijne, een achttienjarig dochterken van tamelijcke schoonheyt, en van kleenen afkomste, wiens familienaam onbekend bleef. Ze kregen zeven kinderen. Enkele jaren later diende hij Meulebeke te ontvluchten voor de Malcontenten. Hij vond met zijn ouders en zijn gezin asiel bij de Grauwe Minnebroeders van Kortrijk, maar oorlog en ziekte deden hem uitwijken. De hervormingsgezinde Van Mander vestigde zich in 1583 in Haarlem. Daar zou hij twintig jaar blijven wonen en werken. Hij had er met Cornelis van Haarlem en Hendrick Goltzius een 'academie', vermoedelijk een kleine studieclub waar naar naakte modellen werd getekend, wat toen eigenlijk verboden was. Van Mander had deze praktijk meegenomen uit Italië en introduceerde hem voor het eerst in de Nederlanden, zij het dat vrouwelijke naaktmodellen in beide landen taboe bleven. Het onderwijs van de academie was gericht op kunstgenoten die buiten het gilde wilden oefenen naar mannelijk model. Zij wisselden daarbij tevens hun kunstopvattingen uit, voornamelijk over het maniërisme.
Van Mander schilderde, dichtte, schreef proza en ontwierp wandtapijten voor François Spierincx. In zijn beroemde Schilder-boeck vertelt Van Mander hoe hij van Spierincx de opdracht kreeg om cartons met zeeslagen te tekenen. “Maar”, zo schrijft Van Mander, “aangezien het niet in mijn lijn lag schepen te teekenen, bracht ik hem bij Vroom …”..
Tot Van Manders leerlingen behoorde volgens diverse bronnen Frans Hals. Van Mander leefde zijn laatste jaren eerst in Heemskerk, in het buiten Sevenbergen, en daarna in Amsterdam. Hij overleed op 58-jarige leeftijd en werd twee dagen later begraven vanuit een pand op het Rokin. 'Als de doot komt daer en is geen anderen raet, dan stille legghen en sterven,' zou hij hebben opgemerkt.
Zijn zoon Karel van Mander (II) (1579-1623) was wandtapijtkunstenaar.

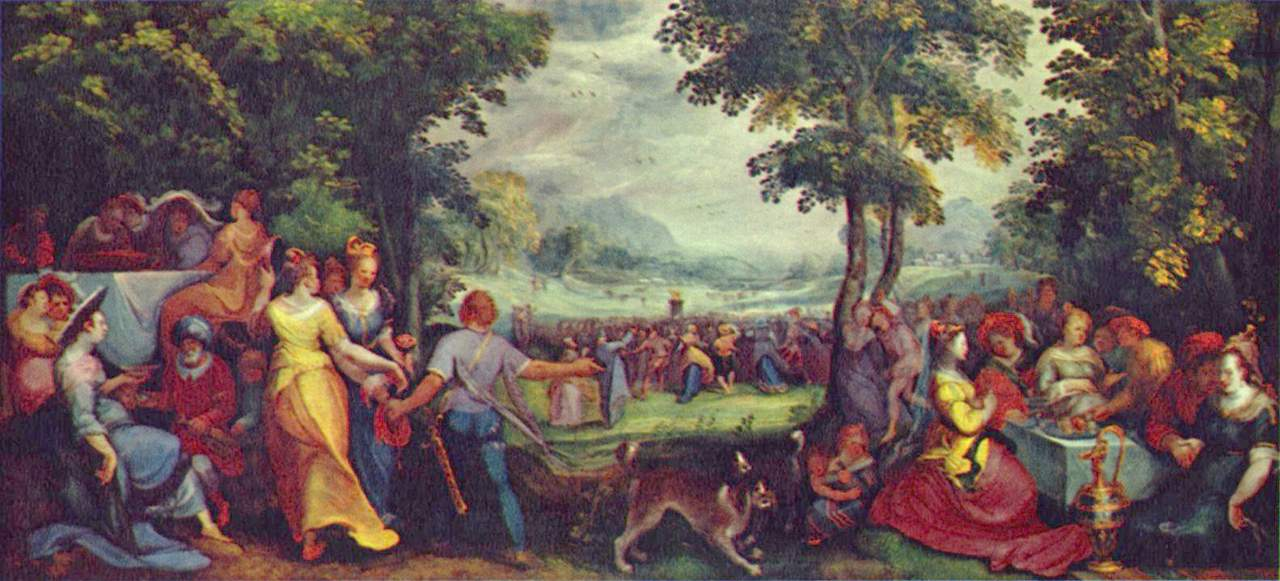
Karel van Mander, De dans om het gouden kalf, tweede helft 16e eeuw (Frans Hals Museum, Haarlem)

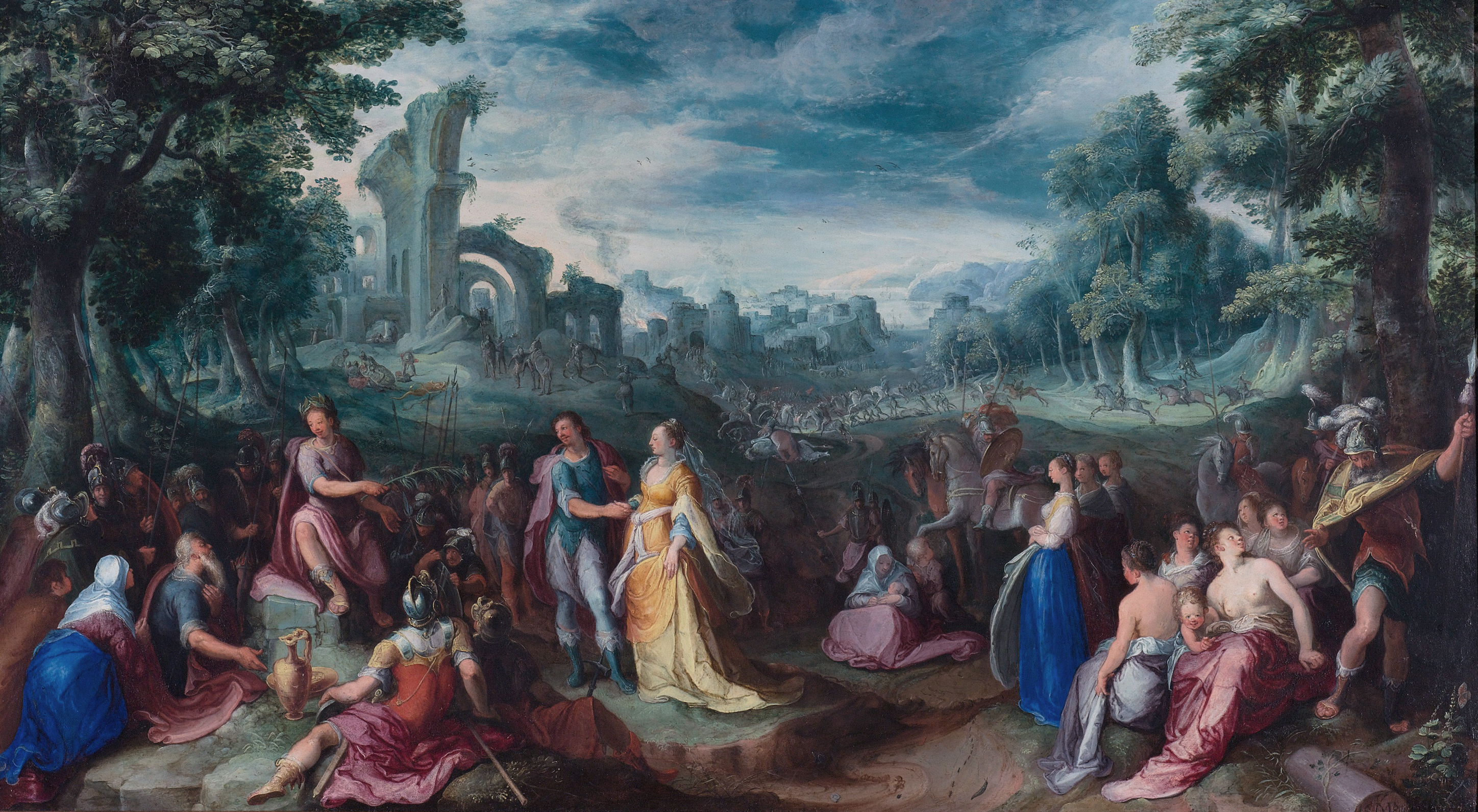
Tweezijdig schilderij op koper, met op één zijde De grootmoedigheid van Scipio en op de andere zijde een Allegorie op de natuur. Omdat de Allegorie op de natuur sporen van slijtage vertoont, gaat men ervan uit dat de koperen plaat oorspronkelijk dienstdeed als kabinetdeurtje met De grootmoedigheid van Scipio aan de binnenzijde en de Allegorie op de natuur aan de buitenzijde. (Rijksmuseum Amsterdam)

## Boeken

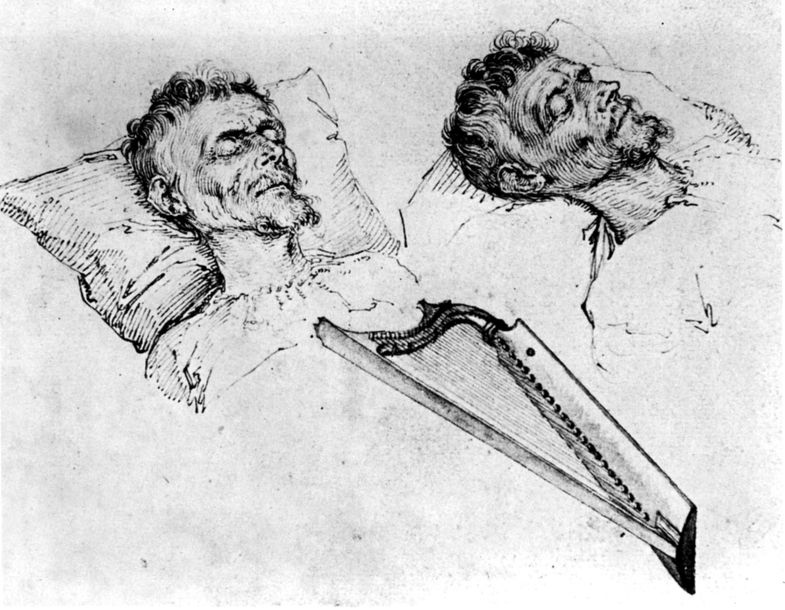
Karel van Mander op zijn sterfbed door J. de Gheyn II, Frankfurt, Städelsches Kunstinstitut

Al van jongs af aan hield Van Mander zich op in rederijkerskringen. Hij schreef poëzie en toneel en vertaalde klassieke literatuur.

### De Gulden Harpe
Tijdens zijn laatste levensjaren in Haarlem en Amsterdam, sloot Van Mander zich aan bij de anabaptisten of wederdopers, de meest radicale groep, onder de hervormingsgezinden, in de zestiende.
Hij schreef toen ongeveer 270 geestelijke liederen. Ze werden in 1605 in Alkmaar verzameld en gepubliceerd door de doopsgezinde uitgever Passchier van Wesbusch, onder de titel De Gulden Harpe. Deze bundel liederen in rederijkerstrant, drukte een sterke stempel op de ontwikkeling van het doperse lied in de Noordelijke Nederlanden.

### Het schildersboek
Zijn belangrijkste boek is het Schilder-boeck, dat verscheen in 1604. Het boek was bedoeld als handleiding voor schilders die verhalen uit de klassieke mythologie wilden afbeelden. Zestiende-eeuwse schilders uit de Lage Landen gingen in die periode wel vaker op reis naar Italië om kennis op te doen van de klassieke beeldtaal. Omdat steeds vaker mythologische onderwerpen werden afgebeeld, werd het voor schilders noodzakelijk zich te verdiepen in het mythologische verhalengoed, opdat de verhalen op de juiste wijze werden verbeeld. Niet iedereen kon zich echter zo'n reis veroorloven.
Karel van Mander besloot daarom, nadat hij in 1573 een reis naar Italië had ondernomen en drie jaar in Rome en Florence had gewoond, het Schilder-boeck samen te stellen, waarin hij niet alleen lessen opnam over de renaissancistische schildertechnieken die hij had geleerd in Italië, maar ook uitleg gaf bij de mythologische verhalen uit Ovidius' Metamorfosen. Schilders die niet bekend waren met het mythologische verhalengoed of het Latijn niet beheersten, konden uit Van Manders werk putten om een voorstelling correct weer te geven.
Het Schilder-Boeck, waarvan de oorspronkelijke titel luidt: Het Schilder-Boeck, waer in voor eerst de leerlustighe jueght den grondt der edel vry schilderconst in verscheyden deelen wort voorghedraghen, bestaat uit drie delen:
- Deel 1: een voorwoord, waarin theoretische onderwerpen als tekeningen, figuren, compositie, landschap en kleur worden behandeld.
- Deel 2 met levensbeschrijvingen van kunstenaars uit:
  - klassieke oudheid.
  - Italiaanse renaissance.
  - Nederlandse en Duitse schilders vanaf Jan van Eyck tot Mander zelf.
- Deel 3: symbolische en ethische interpretaties van de Metamorfosen van Ovidius en de juiste opbouw van een allegorie.

## Schilderstijl
De werken van Karel van Mander behoren tot het Maniërisme van de Renaissanceschilderkunst.

## Museum

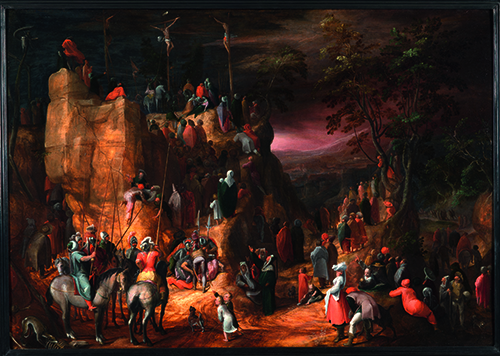
Cavalerie, 1592, uit de collectie van The Phoebus Foundation

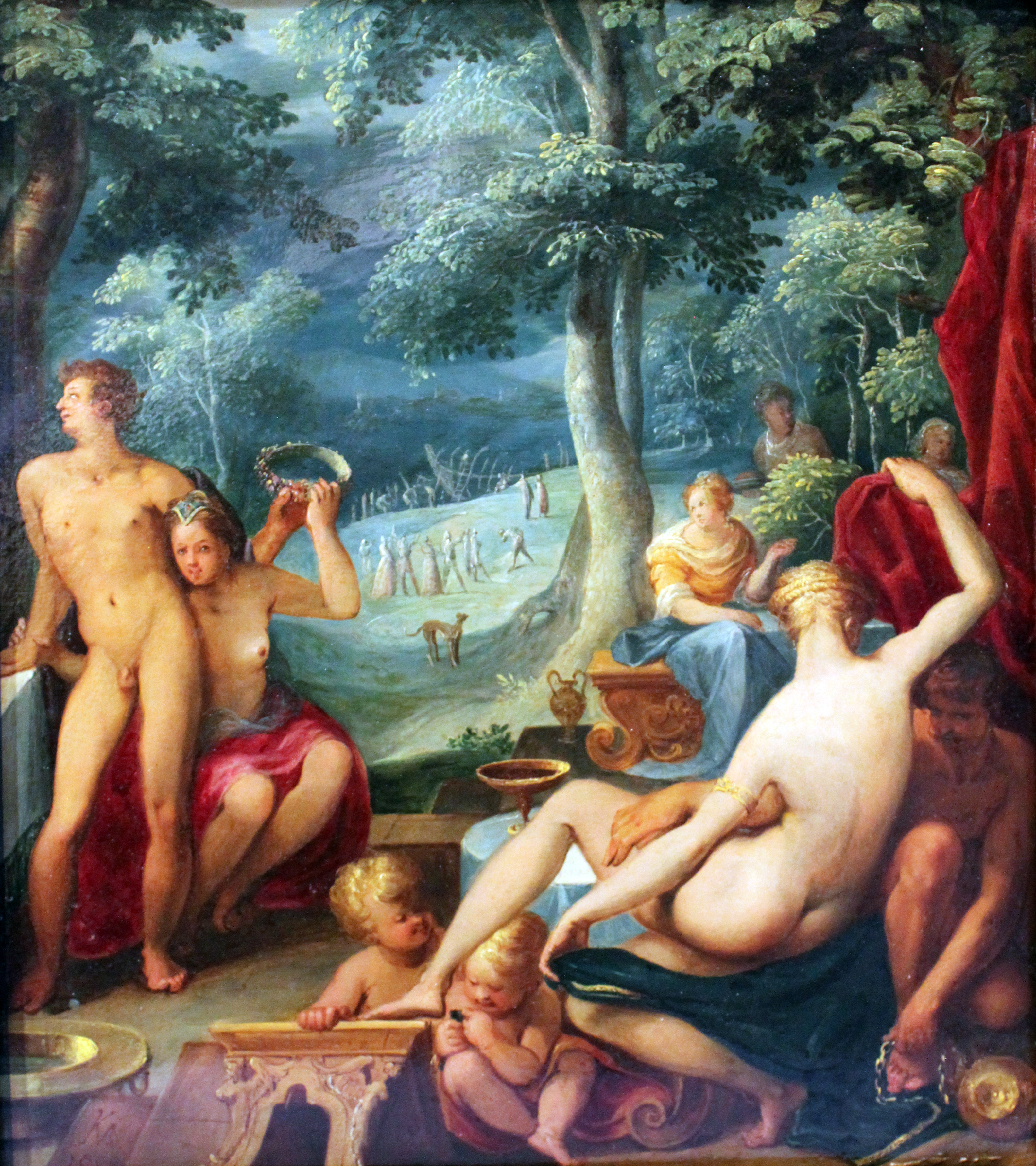
Voor de zondvloed, 1600, Städel Museum, Frankfurt am Main.

Werken van Karel van Mander zijn te vinden in diverse musea, onder andere in:
- Hermitage in Sint-Petersburg
- J. Paul Getty Museum in Los Angeles
- Rijksmuseum Amsterdam in Amsterdam
- Frans Hals Museum in Haarlem
- Marteldood van de Heilige Catharina in de Sint-Maartenskerk in Kortrijk

## Schilderijen
- De zondvloed, circa 1583
- Vrouwelijk naakt, 1590
- Aanbidding door de Drie Wijzen, tussen 1590 en 1595 (Broelmuseum, Kortrijk)
- Hoofse scène in een paleistuin, circa 1600
- De zelfbeheersing van Scipio, 1600

## Publicaties
- Dat hooghe liedt Salomo, met noch andere gheestelycke liedekens, 1595
- Bucolica en Georgica, dat is, Ossen-stal en Landt-werck, 1597
- De kerck der deucht, 1600
- Het schilder-boeck, 1604
- De Gulden Harpe, 1605 & 1613
- Olijfbergh ofte poëma van den laetsten dagh, 1609
- Den Nederduytschen Helicon, 1610
- De eerste XII boecken vande Ilyadas, 1611
- Bethlehem dat is het broodhuys, 1613
- De harpe, oft des herten snarenspel, s.d.
- Het Herder Pijpken, s.d.

## Vernoeming
- De Karel van Manderprijs is naar hem genoemd